# Bundeswehrkrankenhaus Westerstede

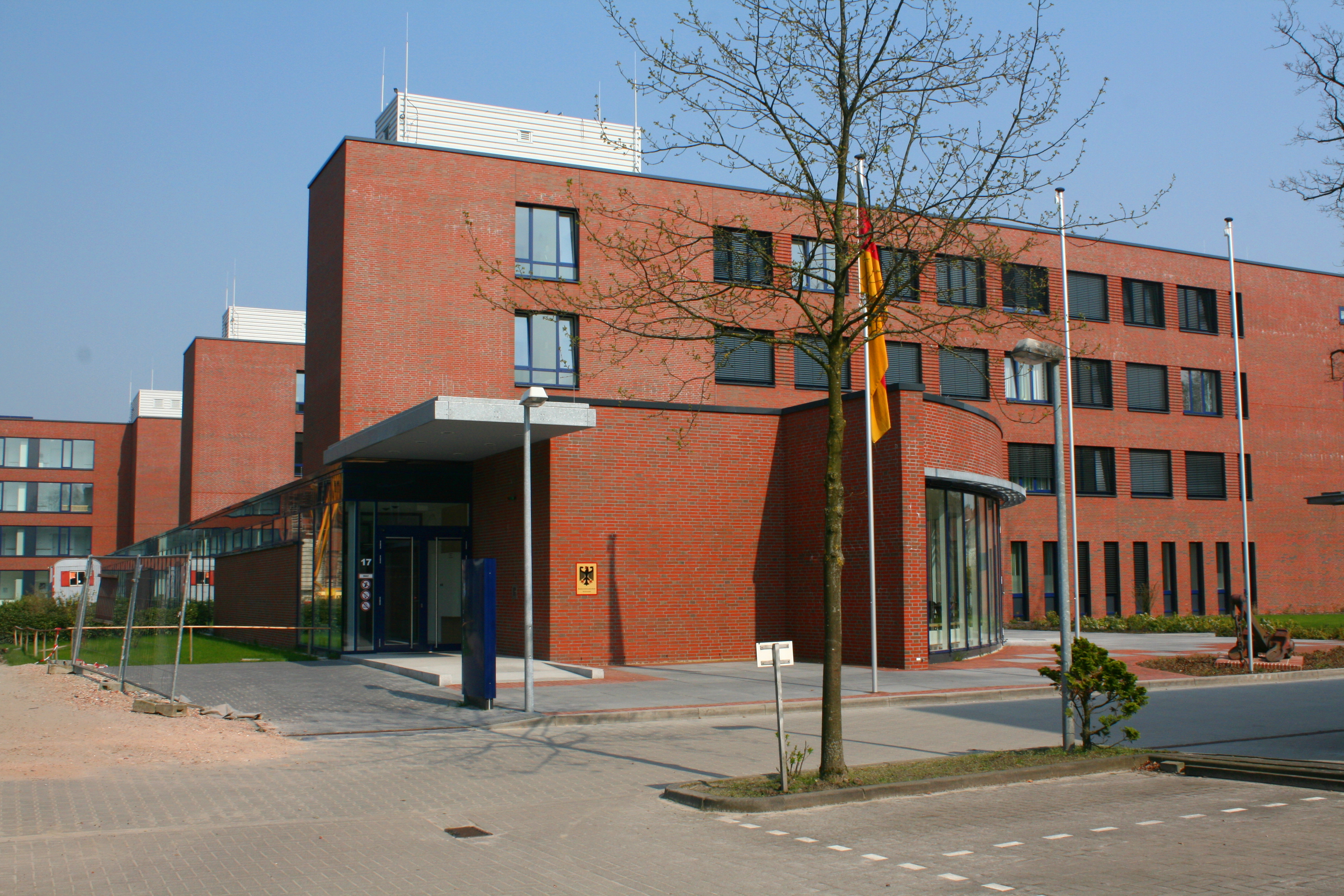
Das Bundeswehrkrankenhaus Westerstede

Das Bundeswehrkrankenhaus Westerstede besteht seit Juni 2008 im direkten baulichen und medizinischen Verbund mit der Ammerlandklinik, dem Kreiskrankenhaus des Landkreises Ammerland, in Westerstede. Es ist Nachfolgeeinrichtung des bis dahin betriebenen Bundeswehrkrankenhauses Bad Zwischenahn, das direkt am Zwischenahner Meer lag.

## Geschichte
Das Bundeswehrkrankenhaus Bad Zwischenahn wurde in den Jahren 1952 bis 1954 auf dem Gelände des ehemaligen Fliegerhorstes  Zwischenahn als britisches Royal Air Force-Hospital Rostrup mit einer Kapazität von 150 Betten errichtet. Die RAF übergab am 22. September 1958 das Krankenhaus an die Bundeswehr. Knapp ein Jahr später, am 18. Juni 1959 nahm es als Bundeswehr-Lazarett Bad Zwischenahn seinen Betrieb auf. In mehreren Schritten wurde die Bettenkapazität auf 200 Einheiten erhöht. Am 1. Oktober 1970 wurde das Krankenhaus in Bundeswehrkrankenhaus Bad Zwischenahn umbenannt und auch für zivile Patienten zugänglich gemacht.
Verteidigungsminister Franz Josef Jung übergab am 30. Juni 2008 die Schlüssel zum neuen Bundeswehrkrankenhaus Westerstede. Dies ist die erste Zusammenarbeit zweier vollständiger Krankenhäuser aus dem zivilen und militärischen Bereich in Deutschland. Durch die Kooperation der beiden Krankenhäuser, die im baulichen Verbund auf einem Gelände stehen, soll durch die Nutzung gemeinsamer Bereiche den Patienten eine optimale medizinische Versorgung geboten werden. Das alte Bundeswehrkrankenhaus wurde zum 1. Juni 2008 geschlossen.
Am 3. September 2012 wurde ein Kooperationsvertrag zwischen Bundeswehrkrankenhaus und Ammerland-Klinik unterschrieben, in dem der Aufbau der ersten gynäkologischen Fachuntersuchungsstelle des Sanitätsdienstes der Bundeswehr vereinbart wurde. Dabei soll die Fachuntersuchungsstelle im Bundeswehrkrankenhaus die ambulante medizinische Versorgung der Patientinnen übernehmen, die stationäre Versorgung wird in der Ammerland-Klinik erfolgen.
Im September 2013 wurde mit der Karl-Jaspers-Klinik (KJK) ein Vertrag zur Errichtung einer Fachklinik für Psychosomatische Medizin und Psychotherapie auf dem Gelände des Bundeswehrkrankenhauses in Westerstede vereinbart. Diese soll eine Kapazität von 40 Betten haben. 30 davon stehen dabei für zivile Patienten zur Verfügung, zehn sollen für die Behandlung von Soldaten mit Posttraumatischer Belastungsstörung (PTBS) genutzt werden. Bundesweit ist es die erste Kooperation dieser Art zwischen der Bundeswehr und einem psychiatrischen Krankenhaus. Die neue Fachklinik wurde am 1. September 2017 in Betrieb genommen.

## Chefärzte/Kommandeure und Ärztliche Direktoren (ab 2017)
| Nr.                                                                        | Name              | Beginn der Amtszeit | Ende der Amtszeit | Dienstgrad  |
| -------------------------------------------------------------------------- | ----------------- | ------------------- | ----------------- | ----------- |
| 1                                                                          | Georg Helff       | Juni 2008           | Mai 2009          | Oberstarzt  |
| 2                                                                          | Christoph Rubbert | Mai 2009            | Dezember 2012     | Oberstarzt  |
| 3                                                                          | Knut Reuter       | Dezember 2012       | Dezember 2014     | Flottenarzt |
| 4                                                                          | Nicole Schilling  | Januar 2015         | Juli 2017         | Oberstarzt  |
| Interim: Oberstarzt Dirk Posselt (Chefarzt Anästhesie und Intensivmedizin) |                   |                     |                   |             |
| 5                                                                          | Lale Bartoschek   | Oktober 2017        | März 2019         | Oberstarzt  |
| 6                                                                          | Matthias Grüne    | März 2019           | Juli 2023         | Oberstarzt  |
| 7                                                                          | Christian Zechel  | Juli 2023           |                   | Oberstarzt  |